# Mère Patrie (hymne)
Pour les articles homonymes, voir Motherland (single).
Motherland (« Mère Patrie ») est l'hymne national de Maurice. Elle est devenue l'hymne national du pays après l'indépendance de Maurice en 1968. Elle fut écrite par Jean-Georges Prosper et composée par Philippe Gentil. Seule la version anglaise est reconnue comme étant la version officielle.

## Paroles
| Paroles officielles (en) | Version francaise, | Paroles en créole mauricien |
| --- | --- | --- |
| Glory to thee, Motherland O motherland of mine. Sweet is thy beauty, Sweet is thy fragrance, Around thee we gather As one people, As one nation, In peace, justice and liberty. Beloved Country, May God bless thee For ever and ever. | Gloire à toi, Ile Maurice, Ô ma terre patrie, Fraîche est ta beauté, Doux est ton parfum, Nous voici tous debout, Comme un seul peuple, Une seule nation, En paix, justice et liberté, Pays bien-aimé, Que Dieu te bénisse, Aujourd'hui et toujours. | Glwar a twa Zil Moris Mo Patri, mo later natal. To bote li dou, To parfin li dou. Otour-twa nou rasanble. Enn sel lepep, Enn sel nasion. Dan lape, lazistis ek liberte. Nou pei adore, Bondie beni-twa. Pou touletan ek touzour. |